# .contractors
.contractors est un domaine Internet de premier niveau générique non-restreint.
Ce domaine est destiné aux contracteurs, c'est-à-dire aux individus et aux organisations qui offrent des services sur une base contractuelle. Les individus et les organisations peuvent œuvrer dans le domaine de la construction, de l'assurance, du transport ou dans un autre domaine.
Bien que le domaine soit destiné aux contracteurs, il est ouvert à tous sans restrictions.

## Statistiques d'usage
En janvier 2025, environ 3 700 domaines utilisent l'extension .contractors.